# Алтестово
Алтестово (укр. Алтестове) — село, относится к Беляевскому району Одесской области Украины.
Население по переписи 2001 года составляло 189 человек. На картах Херсонской губернии 1869 г. указано 50 дворов. Почтовый индекс — 67660. Телефонный код — 482. Занимает площадь 0,47 км². Код КОАТУУ — 5121085402.
Заброшенная станция космической связи «Инмарсат».

## Местный совет
67660, Одесская обл., Беляевский р-н, с. Холодная Балка, ул. Санаторная, 2а